# Näfels
Näfels fue hasta el 31 de diciembre de 2010 una comuna suiza del cantón de Glaris. 
Desde el 1 de enero de 2011 es una localidad de la nueva comuna de Glaris Nord a la que también fueron agregadas las comunas de Bilten, Filzbach, Mollis, Mühlehorn, Niederurnen, Oberurnen y Obstalden.

## Geografía
Näfels se encuentra ubicada al norte del cantón a orillas del río Linth. La antigua comuna limitaba al norte con la comuna de Oberurnen, al este con Mollis, al sur con Netstal y Glaris, y al oeste con Innerthal (SZ).

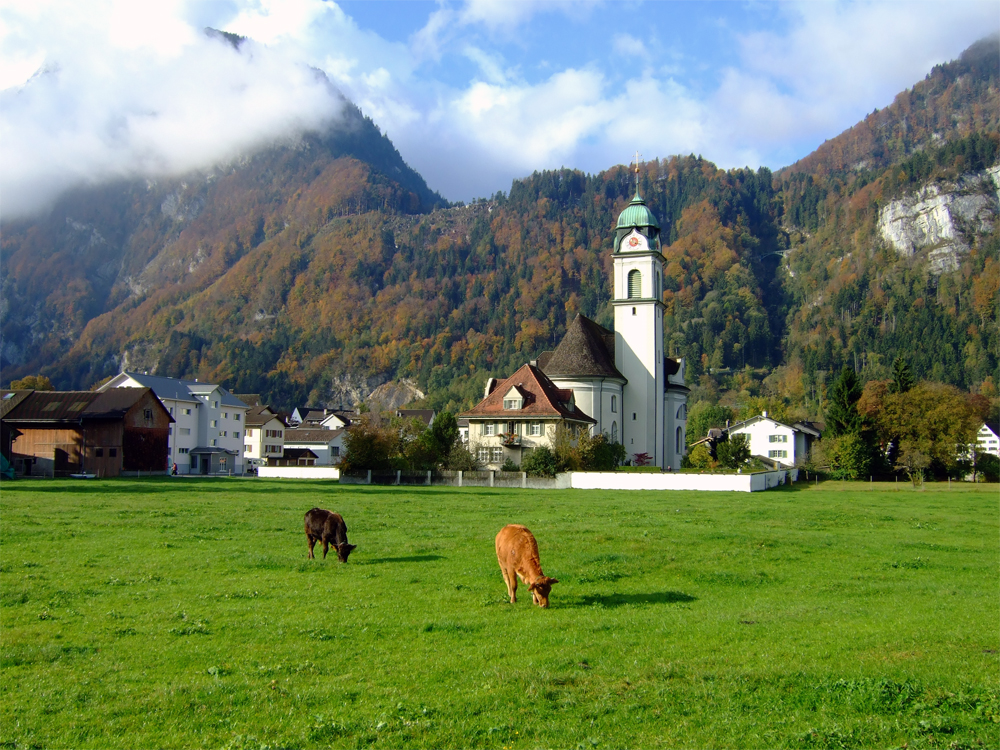
Vista de Näfels.